# ルイーズ・ミシェル
ルイーズ・ミシェル（Louise Michel, 1830年5月29日 オート＝マルヌ県ヴロンクール＝ラ＝コート生まれ - 1905年1月9日 マルセイユ没）は、フランスの教員、無政府主義者、フリーメイソン会員。元々は社会主義者・共産主義者として1856年のパリ移住後から活動するも、実現した社会主義国家の独裁への失望から1882年から無政府主義者となった 。

## 経歴

### 生い立ちと青年時代
ルイーズ・ミシェルは1830年5月29日オート＝マルヌ県ヴロンクール＝ラ＝コートで、ヴロンクール城の使用人マリアンヌ・ミシェルの娘として生まれた。父親は不明だが、城主ローラン・ドゥマイとされている。ルイーズは（彼女が「祖父母」と呼んだ）ローラン・ドゥマイの両親の家で育てられた。幼少期から思いやりに溢れる性格で、幸福な少女時代を過ごしたとされる。ヴォルテールやルソーを読み、リベラルな教育を受けた。
1851年からオート＝マルヌ県ショーモンで学業を続け、生徒の復習を手伝い、授業の監督をする「女性副教師」(現在の小学校教員に相当) の免状を取得した。1852年9月に、22歳でオードロンクール（オート＝マルヌ県）において自由学校を設立し、一年間教鞭を執った後、パリに移り住んだ。1854年末にクレモン (オート＝マルヌ県)に小学校を設立したが、教壇に立ったのはやはり一年間のみであった。1855年にはミリエール (オート＝マルヌ県)小学校を設立した。

### パリ移住・社会主義共和主義運動
1856年、ミシェルはパリに移り、10区のシャトー・ドー通りで女性副教師として教職に就いた。ヴォワリエ夫人の元に寄宿し、夫人と母娘のような関係を長く続けることとなった。積極的な活動を開始したのはこの頃であり、以後15年間にわたって教育活動を続けた。1865年、ウードン通り24番地に通学制の学校を開き、1868年にはウード通りにさらに一校を設立した。文学にも関心を持ち、アンジョルラスという筆名で書いた詩を初め様々な文章を発表している。文筆で身を立てることを期待していたとも言われる。当時の著名人筆頭であり敬意の的であったヴィクトル・ユゴーとも間も無く知己を得、1850年から1879年までにはユゴーと文通を続け、詩も数篇送っている。ユゴーは「暗きユダヤ女ユデト」（Judith la sombre Juive）あるいは「ローマ女アリア」（Aria la romaine）などでミシェルを数奇で悲劇的な命運をたどった女性として描いている。
革命家のジュール・ヴァレス、ウジェーヌ・ヴァルラン、ラウル・リゴー、エミール・ウードらと交流し、『人民の叫び』（Le cri du peuple）などの反体制の新聞に寄稿した。1862年、「詩人組合」（Union des poètes）の会員になり。1869年には労働者支援を目的とする「民主教化協会」（Société démocratique de moralisation）の事務局を務めた。この時代のミシェルはブランキ主義者、すなわちオーギュスト・ブランキの思想を基礎とする革命的・社会主義的共和主義運動の信奉者であった。
普仏戦争の只中であった1870年8月、ミシェルはブランキ主義者であるエミール・ウードとガブリエル・マリー・ブリドーの逮捕に対する抗議活動を行なった。第二帝政崩壊後の9月にはパリ18区の市民監視委員会（Comité de vigilance des citoyennes）の委員長に選出され、ここで恋愛関係となるテオフィル・フェレと出会った。物資に乏しいパリにおいて生徒用の食堂を開設。またモンマルトル区長であったジョルジュ・クレマンソーとも知遇を得て、女性、子供、連盟兵（gardes fédérés）が兵士を取り囲んで平和的・友好的なデモを行うことになった。一方で当時ミシェルは革命運動のうちでも無政府主義に近い極めてラディカルな一派に共鳴しており、アドルフ・ティエール政権を打倒するために当時政府機能が置かれていたにもかかわらず警備が手薄であったヴェルサイユを攻撃するべきであると考え、単身でヴェルサイユに乗り込みティエールを暗殺することを志願するほどであったが、賛同を得られず実現には至らなかった。

### パリ・コミューン
ミシェル40歳のときパリ・コミューンが勃発、彼女はこれに非常に積極的に参画した。1871年1月22日には国民兵の軍装に身を包み市庁舎広場で発砲したという逸話が伝わっている。宣伝員・モンマルトル第62大隊親衛隊員・救護員・戦闘員など活動は多岐に渡り、サン＝ベルナール・ド・ラ・シャペル教会（fr:Église Saint-Bernard de la Chapelle）の革命クラブにも参加した。3月17日から18日にかけてはモンマルトルの丘での砲撃戦に参加した。
ヴェルサイユ政府がコミューンに攻勢をかけた4月から5月にかけてはクラマール、イシー＝レ＝ムリノー、ヌイイでの戦闘に参加している。5月のクリニャンクールのバリケード戦では市街戦に参加し、これが彼女にとって最後の前線における戦闘となった。これはその場で拘束された彼女の母親を解放するために投降したためである。このときミシェルは同士の処刑に立ち合っているが、この中に恋人テオフィル・フェレがおり、彼女は『赤いカーネーション』（Les Œillets rouges）と題した別れの詩を彼に届けている。フェレはコミューン戦の指導者であったルイ・ロセル（fr:Louis Rossel）とともに処刑された。裁判において彼女は自らの死を要求し、この報せを受けたユゴーは彼女に捧げた詩『ヴィロ・マジョール』（Viro Major）を書いたといわれる。1871年から1873年にかけてミシェルは牢獄に転用されていたオブリヴ修道院（Abbaye d'Auberive）に20ヶ月に渡って拘禁され、国外追放処分が決定された。ヴェルサイユ政権が広報において彼女を「血に飢えた雌オオカミ」あるいは「あきれたルイーズ」（la bonne Louise）などと呼ぶようになるのはこのころである。

### フランス本土追放

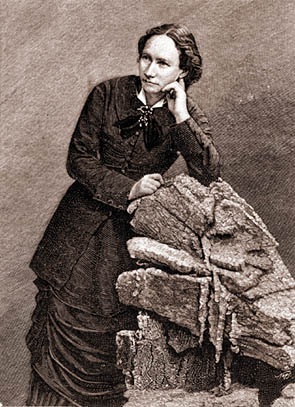
ヌメアのルイーズ・ミシェル

1873年、ヴィルジニー号で出港（このときコミューンの同士と『さくらんぼの実る頃』を歌ったとも言われる）、4ヶ月の船旅の末ニューカレドニアに到着した。旅の途上、論客として知られていたアンリ・ロシュフォール（fr:Henri Rochefort）や、ミシェルと同様にパリ・コミューンで活躍したナタリー・ルメル（fr:Nathalie Lemel）と交流しており、特にルメルとの交流はミシェルが無政府主義へ傾倒する契機となったと推測されている。ミシェルは男性と別待遇されることを頑なに拒否しつつ、7年間に渡ってニューカレドニアに滞在した。この期間に『ニューカレドニア小報』（Petites Affiches de la Noubelle-Calédonie）を発刊し、『カナック人の伝説と武勲詩』（Légendes et chansons de gestes canaques）を編纂している。彼女は土着のカナック人に教育を与えようとし、また1878年に彼らが蜂起した際にはこれを擁護する立場を執った。これは彼らに抑圧的だった一部のパリ・コミューン経験者とは対照的であった。この翌年にヌメア（Nouméa）に居住する許可を得て教職に復帰し、追放者の子女の家庭教師を行い、次いで複数の女子学校の教壇に立つようになった。

### フランスへの帰国・無政府主義へ
1880年11月9日に帰国するとミシェルは民衆に熱烈に歓迎され、数多くの講演や討論に参加して疲れを知らぬ闘士としての活動を再開する。帰国の二ヶ月後には連載小説の形式で『悲惨』（La Misère）の発表を開始し、これは非常な人気を獲得した。
ドレフュス事件が惹起した騒動からは距離をおいていたものの（攻撃の矢面に立っていた〈盟友〉アンリ・ロシュフォールを擁護するためである）、彼女は終生に渡って無政府主義運動を拠り所にすることを期していた。そしてルイズは1882年3月18日パリのファヴィエの集会において、社会主義独裁および民主的社会主義からの訣別を明かにし、無政府主義者として黒旗へ帰属することを高らかに述べることとなった。

### パン屋襲撃・逮捕
この新しい政治姿勢は、1883年3月9日にエミール・プジェとともに組織したアンヴァリッドにおける失職者（sans-travail）のデモとして直ちに行動へと具体化された。このデモは時を措かずして暴徒と化して三軒のパン屋を襲撃し治安部隊と衝突するに至った。数週間後に当局へ出頭したミシェルは6月、「掠奪を扇動した」との咎で禁固6ヶ月および10年間高等警察の監視下とする、との判決を受けた。1886年1月、共和国大統領ジュール・グレヴィ（fr:Jules Grévy）により恩赦が与えられた。しかしながら8月には再度投獄され、4ヶ月拘置される。今回はジュール・ゲード（fr:Jules Guesde）、ポール・ラファルグ（fr:Paul Lafargue）、スジーニ（Susini）と連帯してドゥカズヴィル（Decazeville、アヴェロン県）の鉱山労働者を支援するべく行なった弁論がその原因であった。控訴を拒否したが最終的には11月に減刑、釈放された。

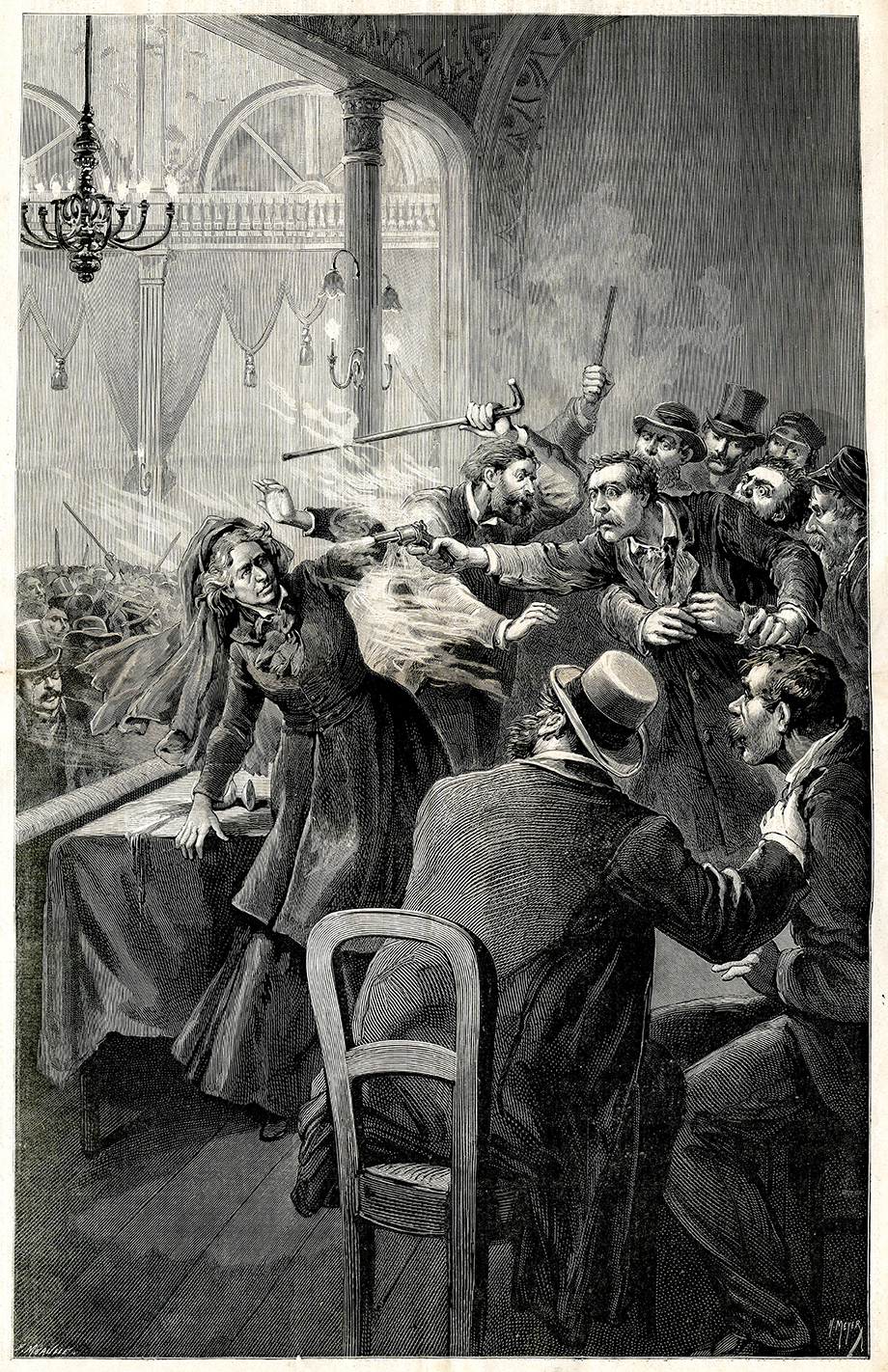
1888年のルイーズ・ミシェル襲撃

1887年1月、友人ドュヴァルに対する死罪の宣告に対抗し、死刑反対の立場を表明する。1888年1月22日には、この日の午後にル・アーヴルのでゲテ劇場演説を終えたその夕方、「ふくろう党」（フランス革命当時の反革命王党派を指す呼称）を称するピエール・ルカス（Pierre Lucas）に襲撃され、短銃で2発撃たれ頭部を負傷した。しかしミシェルはこの襲撃者を告訴することを拒否している。

### ロンドンへの亡命・フランス帰国
1890年4月、サン＝テティエンヌでの演説とヴィエンヌでの暴力デモの発端となった集会への参加後逮捕される。ひと月後ミシェルの仮釈放が決定するが、同時に告訴された者が拘置されていたためこれを拒否。独房を滅茶滅茶に破壊するようになったため医師によって精神異常として措置入院が要請されたが、トラブルを恐れた政府はこれを却下した。このときミシェル60歳である。最終的には釈放され、6月4日にヴィエンヌからパリへと移った。7月にはロンドンへ亡命し、数年間現地で自由主義の学校を運営した。1895年11月13日に再び帰国した際には彼女を歓迎する群集がサン＝ラザール駅に集まった。
生涯最後の10年間には友人らと共に行なったロンドン滞在を挟みつつ、革命思想・無政府主義の重鎮としてパリや地方で数多くの講演を行なうと同時に、街頭で闘い続けた。1895年、無政府主義者セバスティアン・フォール（fr:Sébastien Faure）と共に新聞『絶対自由主義』（Le Libertaire）を発刊。1896年7月27日にはロンドンで開催された国際社会主義労働者・労働組合会議（congrès international socialiste des travailleurs et des chambres syndicales ouvrières）に参加。デモの際には数度に渡って逮捕され、6年間の投獄処分が決定されたがジョルジュ・クレマンソーの仲介によって3年で釈放された。これは死の床にあった母親を見舞うためであった。ミシェルに対する警察の監視は非常に厳しく、この他にも何回か投獄を経験している。
1905年1月、講演行脚の中途で肺炎に倒れ、マルセイユで没した。1月21日朝にパリで行なわれた彼女の葬儀には何千という群集が集まった。数多くの者が弔辞を述べ、この中にはフリーメイソン「普遍的友愛支部」（la Loge de la Fraternité Universelle）の長の姿もあった。彼女の墓碑にはフリーメーソンの記章と紋が刻まれ、セバスティアン・フォールはこれを指し、彼女はいかなる団体にも、無政府主義団体にさえ帰属していない、なぜならば無政府主義運動は未だに確立されていないからであると述べたが、一方でミシェルが実際に国際フリーメーソン組織「人権」（fr:le Droit humain、1893年に世界初の女性フリーメイソン会員マリア・ドレームと急進左派の県会議員ジョルジュ・マルタンによって設立された男女混成のロッジ）に入会していたとの証言もある（アンドレ・ロリュロによる）。ミシェルはその死の前年、マドレーヌ・ペルティエ（Madeleine Pelletier）の勧めで入会の言葉を述べたといわれる。入会儀式は行なっておらず紹介会員のような形であり、この支部（ロッジ）の会員は彼女が招待に応じて加盟したことを名誉とし入会儀式を免除したとのことである。実際、フランス女性グランドロッジュ (GLFF) の公式ウェブサイトには、「1904年9月13日、「社会哲学」ロッジ内の男女混合スコットランド象徴グランドロッジで入会儀式を受けた」と書かれている。

## 評価

### 顕彰
1916年まで毎年ルヴァロワ＝ペレ（fr:Levallois-Perret、オー＝ド＝セーヌ県）の墓所で記念集会が行なわれていた。1946年には遺骨が同じ墓地の「義務に没した者」（Victimes du devoir）と名付けられた一画に移された。
フランスの公立幼稚園・小中高等学校・大学のペディメントには彼女の名を刻むものがある。また1937年9月24日にはルヴァロワ＝ペレに彼女を記念して地下鉄駅「ルイーズ・ミシェル」が開設された。2004年2月28日、モンマルトルとの縁によってサクレ＝クールの足元のウィレット広場（le grand square Willette）に彼女の名が冠されることとなった。なおこの改称は、元々の広場の名称となっていた漫画家アドルフ・レオン・ウィレット（fr:Adolphe Léon Willette）の反ユダヤ主義的傾向がパリ市議会で問題とされたため、変更が必要とされたという事情もあった。
またパリ政治社会研究所（Centre d'études politiques et de sociétés de Paris）は「対話・民主主義・平和の発展」に貢献した人物を賛えるものとして「ルイーズ・ミシェル賞」を主宰している。近年、このミシェルの名を冠した賞がベン＝アリーやホスニー・ムバーラクなどへ授与されたが、これは議論を呼んだ。
2005年は没後100年にあたり、様々な記念行事が行なわれた。パリ市とActazé（CNRSおよびパリ第1大学と提携している私立文化団体）主催による3月のコロック『ルイーズ・ミシェル：その領域横断的な肖像』（Louise Michel, Figure de la transversalité、ヴァレリー・モリニャ監修）など、かつて揶揄された「あきれたルイーズ」にオマージュを捧げるコロックが2つ開催されている。前記コロックにはルイーズ・ミシェルの研究者22名が集い、ミシェルの現代も輝きを失わない稀有な人間性に光を当てた。またこの機会にピエール・アンベール演出の芝居が制作されている。

### 革新層からの評価

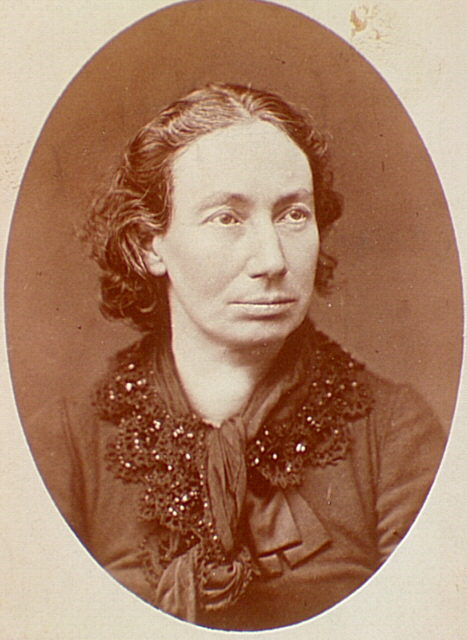
肖像写真

ルイーズ・ミシェルが執筆したものには終生の関心事であった子供たちに向けられたものを含む詩・伝承・物語などが多く、理論的著作はほとんど見られないものの、彼女は自身でそう呼ぶところの「社会革命」（révolution Sociale）活動によって後世に名を残すこととなったといえよう。
2008年11月29日には、左翼党の設立準備に当たってジャン＝リュック・メランションはミシェルの名を挙げ「われわれは左翼党を設立するに当たり、2つの肖像をその守護とし、ともに歩むこととしよう。すなわちジャン・ジョレスとルイーズ・ミシェルである」と宣言した。

### 大衆文化
- フランスのロックグループ、ルイーズ・アタック（fr:Louise Attaque）はその名称をルイーズ・ミシェルから借りている。
- フランスの実験的パンク・ロックグループに同じく名を借りたレ・ルイーズ・ミシェル（Les Louise Mitchels）というものがある。
- 2005年、クレマン・リオ（Clément Riot）は音楽作品（叙事詩・音楽・朗読等からなる複合作品）Daouimi - in memoriam Louise Michelでミシェルにオマージュを捧げた[22]。
- ブノワ・ドゥレピーヌ（fr:Benoît Delépine）とギュスタヴ・ケルヴェル（fr:Gustave Kervern）は『ルイーズ・ミシェル』（fr:Louise-Michel）と題した映画を制作している。これは本人の物語ではなく、ミシェルの生き様を暗示する脚本に基づくもの（一人の労働者が雇い主を打倒するために殺し屋を雇うという筋）。

## 著作一覧
- Fleurs et ronces, poésies, Paris.
- Le claque-dents, Paris.
- Lueurs dans l’ombre. Plus d’idiots, plus de fous. L’âme intelligente. L’idée libre. L’esprit lucide de la terre à Dieu... Paris, 1861.
- Le livre du jour de l’an : historiettes, contes et légendes pour les enfants, Paris, 1872.
- Légendes et chansons de gestes canaques, 1875, Nouméa
- Le Gars Yvon, légende bretonne, Paris, 1882.
- Les Méprises, grand roman de mœurs parisiennes, par Louise Michel et Jean Guêtré, Paris, 1882.
- La Misère par Louise Michel, 2e partie, et fr:Jean Guêtré 1re partie, Paris, 1882.
- Ligue internationale des femmes révolutionnaires, Appel à une réunion. Signé : Louise Michel, Paris, 1882.
- Manifeste et proclamation de Louise Michel aux citoyennes de Paris, Signé Louise Maboul, Paris, 1883.
- Le Bâtard impérial, par L. Michel et J. Winter, Paris, 1883.
- Défense de Louise Michel, Bordeaux, 1883.
- La Fille du peuple par L. Michel et A. Grippa, Paris, 1883.
- Contes et légendes, Paris, 1884.
- Légendes et chants de gestes canaques, par Louise Michel, 1885.[23]
- Les Microbes humains, Paris, 1886.
- Mémoires, Paris, 1886, t. 1., rééd. fr:Sulliver
- L’Ère nouvelle, pensée dernière, souvenirs de Calédonie (chant des captifs), Paris, 1887
- Les Crimes de l’époque, nouvelles inédites, Paris, 1888.
- Lectures encyclopédiques par cycles attractifs, Paris, 1888.
- Le Monde nouveau, Paris, 1888.
- Prise de possession, Saint-Denis, 1890.
- À travers la vie, poésies, Paris, 1894.
- La Commune, Histoire et souvenirs, Paris, 1898.
  - 『パリ・コミューン ― 一女性革命家の手記』上下2巻 (天羽均, 西川長夫訳, 人文書院, 1971)
- Le Rêve, (dans un ouvrage de Constant Martin) Paris, 1898.

没後に刊行されたもの : 
- Vol. I. Avant la Commune, préface de Laurent Tailhade, Alfortville, 1905.
- Les Paysans, par Louise Michel et Émile Gautier, Paris, Incomplet.
- Je vous écris de ma nuit, correspondance générale, 1850-1904, édition établie par Xavière Gauthier, Édition de Paris-Max Chaleil, 1999.
- Histoire de ma vie, texte établi et présenté par Xavière Gauthier, 180 pages, Presses Universitaires de Lyon, 2000, ISBN 2-7297-0648-8
- Lettres à Victor Hugo lues par Anouk Grinberg, cédérom, Frémeaux, 2008
- Le livre du bagne, précédé de Lueurs dans l’ombre, plus d’idiots, plus de fous et du livre d’Hermann, texte établi et présenté par Véronique Fau-Vincenti, 200 pages, Presses Universitaires de Lyon, 2001, ISBN 2-7297-0662-3.
- Légendes et chansons de gestes canaques (1875), suivi de Légendes et chants de gestes canaques (1885) et de Civilisation, texte établi et présenté par François Bogliolo, 238 pages, Presses Universitaires de Lyon, 2006, ISBN 2-7297-0746-8.
- La Misère roman de Louise Michel et Marguerite Tinayre, texte présenté par Xavière Gauthier et Daniel Armogathe, 1203 pages, Presses Universitaires de Lyon, 2006, ISBN 2-7297-0777-8.